# X染色体连锁精神发育迟滞
X染色体连锁精神发育迟滞（X-Linked mental retardation），是指与X染色体相关的智能障碍。
不像其他类型的智能障碍，X染色体连锁精神发育迟滞的遗传学研究已经相当完备。